# Sportverein Waldhof Mannheim 07 1995-1996
Questa voce raccoglie le informazioni riguardanti lo Sportverein Waldhof Mannheim 07 nelle competizioni ufficiali della stagione 1995-1996.

## Stagione
Nella stagione 1995-1996 il Mannheim, allenato da Uli Stielike, Hans-Günter Neues, Roland Dickgießer e Klaus Schlappner, concluse il campionato di 2. Bundesliga al 7º posto. In Coppa di Germania il Mannheim fu eliminato agli ottavi di finale dal Lokomotive Stendal.

## Rosa
| N. |                     | Ruolo | Calciatore        |
| -- | ------------------- | ----- | ----------------- |
|    | Germania (bandiera) | P     | Andreas Clauß     |
|    | Germania (bandiera) | P     | Marco Langner     |
|    | Germania (bandiera) | D     | Enrico Barth      |
|    | Germania (bandiera) | D     | Thomas Faulstich  |
|    | Germania (bandiera) | D     | Jens Gerlach      |
|    | Germania (bandiera) | D     | Michael Köpper    |
|    | Germania (bandiera) | D     | Dennis Mackert    |
|    | Germania (bandiera) | D     | Frank Scheuber    |
|    | Albania (bandiera)  | D     | Zamir Shpuza      |
|    | Bulgaria (bandiera) | D     | Canko Cvetanov    |
|    | Germania (bandiera) | D     | Andreas Wagenhaus |
|    | Germania (bandiera) | C     | Matthias Dehoust  |
|    | Germania (bandiera) | C     | Fabrizio Hayer    |
|    | Germania (bandiera) | C     | Norbert Hofmann   |

| N. |                     | Ruolo | Calciatore           |
| -- | ------------------- | ----- | -------------------- |
|    | Polonia (bandiera)  | C     | Andrzej Kobylański   |
|    | Germania (bandiera) | C     | Jürgen Luginger      |
|    | Germania (bandiera) | C     | Norbert Nachtweih    |
|    | Germania (bandiera) | C     | Mirko Reichel        |
|    | Germania (bandiera) | C     | Manfred Schnalke     |
|    | Germania (bandiera) | C     | Michael Zeyer        |
|    | Ungheria (bandiera) | A     | Mariusz Andai        |
|    | Germania (bandiera) | A     | Dieter Eckstein      |
|    | Germania (bandiera) | A     | Thomas Epp           |
|    | Germania (bandiera) | A     | Timur Eroglu         |
|    | Islanda (bandiera)  | A     | Bjarki Gunnlaugsson  |
|    | Germania (bandiera) | A     | Uwe Hartenberger     |
|    | Grecia (bandiera)   | A     | Georgios Karagiannis |

## Organigramma societario
Area tecnica
- Allenatore: Klaus Schlappner
- Allenatore in seconda: Walter Pradt
- Preparatore dei portieri:
- Preparatori atletici:

## Calciomercato

### Sessione estiva
| Acquisti | Acquisti             | Acquisti                    | Acquisti |
| R.       | Nome                 | da                          | Modalità |
| -------- | -------------------- | --------------------------- | -------- |
| C        | Andrzej Kobylański   | Hannover 96                 |          |
| A        | Jonathan Akpoborie   | Kickers Stoccarda           |          |
| A        | Dieter Eckstein      | West Ham Utd                |          |
| A        | Timur Eroglu         | Waldhof Mannheim (juniores) |          |
| D        | Jens Gerlach         | Carl Zeiss Jena             |          |
| A        | Uwe Hartenberger     | Reading                     |          |
| A        | Georgios Karagiannis | Hassia Bingen               |          |
| P        | Marco Langner        | Kickers Stoccarda           |          |
| C        | Jürgen Luginger      | Hannover 96                 |          |
| D        | Zamir Shpuza         | FV Speyer                   |          |
| D        | Canko Cvetanov       | Levski Sofia                |          |

| Cessioni | Cessioni             | Cessioni          | Cessioni |
| R.       | Nome                 | a                 | Modalità |
| -------- | -------------------- | ----------------- | -------- |
| A        | Željko Dakić         | VfR Mannheim      |          |
| D        | Andreas Fellhauer    | VfR Mannheim      |          |
| C        | René Hecker          | Chemnitz          |          |
| A        | Petri Järvinen       | FinnPa            |          |
| C        | Steven Jones         | Pfeddersheim      |          |
| A        | Jörg Kirsten         | Zwickau           |          |
| P        | Kari Laukkanen       | FinnPa            |          |
| C        | Torsten Lieberknecht | Magonza           |          |
| A        | Gustav Policella     | Eintracht Treviri |          |
| D        | Harald Preuß         | Gießen            |          |
| C        | Slaven Stanic        | Homburg           |          |

### Sessione invernale
| Acquisti | Acquisti            | Acquisti    | Acquisti |
| R.       | Nome                | da          | Modalità |
| -------- | ------------------- | ----------- | -------- |
| A        | Bjarki Gunnlaugsson | ÍA Akraness |          |

| Cessioni | Cessioni           | Cessioni      | Cessioni |
| R.       | Nome               | a             | Modalità |
| -------- | ------------------ | ------------- | -------- |
| A        | Jonathan Akpoborie | Hansa Rostock |          |

## Risultati

### 2. Bundesliga

#### Girone di andata
| Arbitro: | Kasper |

|                            |           |  |
| Hartenberger 65’ Hayer 88’ | Marcatori |  |

| Arbitro: | Berg |

|                                |           |               |
| Peschel 25’ Wohlfarth 45’, 57’ | Marcatori | 90’ Akpoborie |

| Arbitro: | Müller |

|                                                                  |           |                      |
| Akpoborie 4’ Hayer 39’ Keuler 46’ (aut.) Gerlach 72’ Hofmann 79’ | Marcatori | 83’ Keuler 86’ Marić |

| Arbitro: | Jansen |

|             |           |  |
| Kovacec 75’ | Marcatori |  |

| Arbitro: | Haupt |

|                                |           |  |
| Hofmann 43’ Akpoborie 75’, 90’ | Marcatori |  |

| Arbitro: | Strampe |

|                                 |           |                   |
| Koch 12’ Behnert 41’ Hempel 67’ | Marcatori | 44’ (aut.) Hempel |

| Arbitro: | Casper |

|  |           |                 |
|  | Marcatori | 75’ Oberleitner |

| Arbitro: | Dardenne |

|                  |           |  |
| Bärwolf 50’, 73’ | Marcatori |  |

| Arbitro: | Scheuerer |

|               |           |  |
| Akpoborie 53’ | Marcatori |  |

| Arbitro: | Rüdiger |

|                  |           |            |
| Kirsten 33’, 63’ | Marcatori | 80’ Eroglu |

| Arbitro: | Weiner |

|                                              |           |             |
| Akpoborie 8’ Dehoust 27’ Hayer 54’ Zeyer 79’ | Marcatori | 1’ Gütschow |

| Arbitro: | Schütz |

|                       |           |               |
| Myyry 48’ Snyders 86’ | Marcatori | 23’ Akpoborie |

| Arbitro: | Buchhart |

|                                          |           |                                                     |
| Gerlach 41’ Kobylański 55’ Akpoborie 58’ | Marcatori | 14’ Molata 15’ von Heesen 39’, 43’ Walter 49’ Voigt |

| Arbitro: | Domurat |

|          |           |  |
| Karl 13’ | Marcatori |  |

| Magonza 10 novembre 1995, ore 20:00 CET 15ª giornata | Magonza    | 0 – 0 referto | Waldhof Mannheim | Stadion am Bruchweg (4 285 spett.)\| Arbitro: \| Byernetzky \| |
| Arbitro:                                             | Byernetzky |               |                  |                                                                |

| Arbitro: | Hilmes |

|             |           |                                       |
| Gerlach 77’ | Marcatori | 9’, 20’ Straube 52’ Baumann 86’ Nikol |

| Arbitro: | Müller |

|          |           |             |
| Löbe 68’ | Marcatori | 19’ Reichel |

#### Girone di ritorno
| Arbitro: | Hauer |

|                |           |  |
| Svinggaard 59’ | Marcatori |  |

| Arbitro: | Keßler |

|               |           |  |
| Akpoborie 28’ | Marcatori |  |

| Bochum 8 marzo 1996, ore 19:30 CET 20ª giornata | Wattenscheid 09 | 0 – 0 referto | Waldhof Mannheim | Lohrheidestadion (1 824 spett.)\| Arbitro: \| Kemmling \| |
| Arbitro:                                        | Kemmling        |               |                  |                                                           |

| Arbitro: | Frey |

|                |           |  |
| Kobylański 25’ | Marcatori |  |

| Arbitro: | Prengel |

|                      |           |  |
| Präger 31’ Reich 35’ | Marcatori |  |

| Arbitro: | Friedrichs |

|                          |           |  |
| Scheuber 22’ Reichel 27’ | Marcatori |  |

| Arbitro: | Haupt |

|                                       |           |             |
| García 36’ Oberleitner 49’ Hartig 83’ | Marcatori | 48’ Reichel |

| Arbitro: | Casper |

|                       |           |  |
| Gunnlaugsson 13’, 54’ | Marcatori |  |

| Jena 19 aprile 1996, ore 19:30 CEST 26ª giornata | Carl Zeiss Jena | 0 – 0 referto | Waldhof Mannheim | Ernst-Abbe-Sportfeld (5 277 spett.)\| Arbitro: \| Hotop \| |
| Arbitro:                                         | Hotop           |               |                  |                                                            |

| Arbitro: | Wezel |

|                                 |           |             |
| Kobylański 15’, 35’ Reichel 43’ | Marcatori | 77’ Kirsten |

| Arbitro: | Jansen |

|              |           |             |
| Gütschow 74’ | Marcatori | 32’ Reichel |

| Arbitro: | Schütz |

|                                 |           |  |
| Gunnlaugsson 76’ Kobylański 84’ | Marcatori |  |

| Arbitro: | Pohlmann |

|                             |           |                          |
| Studtrucker 35’ Stratos 40’ | Marcatori | 20’ Dehoust 30’ Luginger |

| Arbitro: | Koop |

|                                   |           |                         |
| Reichel 37’ (rig.), 76’ Zeyer 77’ | Marcatori | 39’ Richter 48’ Schmidt |

| Arbitro: | Fleischer |

|                     |           |                      |
| Kobylański 37’, 73’ | Marcatori | 18’ Ziemer 83’ Klopp |

| Arbitro: | Byernetzky |

|                |           |                                                        |
| Kurth 67’, 77’ | Marcatori | 4’ Hofmann 39’ Eckstein 80’ Kobylański 90’ Karagiannis |

| Arbitro: | Keßler |

|             |           |                                   |
| Gerlach 13’ | Marcatori | 9’ Salou 37’ Marin 90’ Schütterle |

### Coppa di Germania
| Arbitro: | Jansen |

|  |           |                |
|  | Marcatori | 116’ Akpoborie |

| Arbitro: | Gettke |

|                              |           |  |
| Hayer 20’ Seifert 45’ (aut.) | Marcatori |  |

| Arbitro: | Fischer |

|                                           |                      |                                                   |
| Wiedemann 33’ Hoffmann 71’                | Marcatori            | 31’ Eroglu 49’ Hofmann                            |
| Wiedemann Lenz Aurich Dau Grempler Bergen | Tiri di rigore 5 – 4 | Zeyer Reichel Nachtweih Dehoust Akpoborie Gerlach |

## Statistiche

### Statistiche di squadra
| Competizione      | Punti | In casa | In casa | In casa | In casa | In casa | In casa | In trasferta | In trasferta | In trasferta | In trasferta | In trasferta | In trasferta | Totale | Totale | Totale | Totale | Totale | Totale | DR |
| Competizione      | Punti | G       | V       | N       | P       | Gf      | Gs      | G            | V            | N            | P            | Gf           | Gs           | G      | V      | N      | P      | Gf     | Gs     | DR |
| ----------------- | ----- | ------- | ------- | ------- | ------- | ------- | ------- | ------------ | ------------ | ------------ | ------------ | ------------ | ------------ | ------ | ------ | ------ | ------ | ------ | ------ | -- |
| 2. Bundesliga     | 46    | 17      | 12      | 1       | 4       | 36      | 21      | 17           | 1            | 6            | 10           | 13           | 26           | 34     | 13     | 7      | 14     | 49     | 47     | +2 |
| Coppa di Germania | -     | 1       | 1       | 0       | 0       | 2       | 0       | 2            | 1            | 1            | 0            | 3            | 2            | 3      | 2      | 1      | 0      | 5      | 2      | +3 |
| Totale            | 46    | 18      | 13      | 1       | 4       | 38      | 21      | 19           | 2            | 7            | 10           | 16           | 28           | 37     | 15     | 8      | 14     | 54     | 49     | +5 |

### Andamento in campionato
| Giornata  | 1 | 2 | 3 | 4 | 5 | 6 | 7  | 8  | 9 | 10 | 11 | 12 | 13 | 14 | 15 | 16 | 17 | 18 | 19 | 20 | 21 | 22 | 23 | 24 | 25 | 26 | 27 | 28 | 29 | 30 | 31 | 32 | 33 | 34 |
| --------- | - | - | - | - | - | - | -- | -- | - | -- | -- | -- | -- | -- | -- | -- | -- | -- | -- | -- | -- | -- | -- | -- | -- | -- | -- | -- | -- | -- | -- | -- | -- | -- |
| Luogo     | C | T | C | T | C | T | C  | T  | C | T  | C  | T  | C  | T  | T  | C  | T  | T  | C  | T  | C  | T  | C  | T  | C  | T  | C  | T  | C  | T  | C  | C  | T  | C  |
| Risultato | V | P | V | P | V | P | P  | P  | V | P  | V  | P  | P  | P  | N  | P  | N  | P  | V  | N  | V  | P  | V  | P  | V  | N  | V  | N  | V  | N  | V  | N  | V  | P  |
| Posizione | 1 | 8 | 5 | 8 | 4 | 8 | 11 | 12 | 9 | 11 | 9  | 11 | 11 | 13 | 12 | 13 | 13 | 13 | 12 | 14 | 11 | 13 | 12 | 12 | 12 | 12 | 10 | 11 | 10 | 10 | 6  | 7  | 6  | 7  |

Legenda:

Luogo: C = Casa; T = Trasferta. Risultato: V = Vittoria; N = Pareggio; P = Sconfitta.

### Statistiche dei giocatori
| Giocatore       | 2. Bundesliga | 2. Bundesliga | 2. Bundesliga | 2. Bundesliga | Coppa di Germania | Coppa di Germania | Coppa di Germania | Coppa di Germania | Totale   | Totale | Totale      | Totale     |
| Giocatore       | Presenze      | Reti          | Ammonizioni   | Espulsioni    | Presenze          | Reti              | Ammonizioni       | Espulsioni        | Presenze | Reti   | Ammonizioni | Espulsioni |
| --------------- | ------------- | ------------- | ------------- | ------------- | ----------------- | ----------------- | ----------------- | ----------------- | -------- | ------ | ----------- | ---------- |
| J. Akpoborie    | 18            | 9             | 4             | 0             | 3                 | 1                 | 0                 | 0                 | 21       | 10     | 4           | 0          |
| M. Andai        | 0             | 0             | 0             | 0             | 0                 | 0                 | 0                 | 0                 | 0        | 0      | 0           | 0          |
| E. Barth        | 32            | 0             | 7             | 0             | 3                 | 0                 | 1                 | 0                 | 35       | 0      | 8           | 0          |
| A. Clauß        | 13            | 0             | 0             | 0             | 3                 | 0                 | 0                 | 0                 | 16       | 0      | 0           | 0          |
| C. Cvetanov     | 17            | 0             | 2             | 0             | 1                 | 0                 | 1                 | 0                 | 18       | 0      | 3           | 0          |
| M. Dehoust      | 22            | 2             | 4             | 0             | 3                 | 0                 | 0                 | 0                 | 25       | 2      | 4           | 0          |
| D. Eckstein     | 21            | 1             | 1             | 0             | 0                 | 0                 | 0                 | 0                 | 21       | 1      | 1           | 0          |
| T. Epp          | 1             | 0             | 0             | 0             | 0                 | 0                 | 0                 | 0                 | 1        | 0      | 0           | 0          |
| T. Eroglu       | 5             | 1             | 0             | 0             | 2                 | 1                 | 0                 | 0                 | 7        | 2      | 0           | 0          |
| T. Faulstich    | 0             | 0             | 0             | 0             | 0                 | 0                 | 0                 | 0                 | 0        | 0      | 0           | 0          |
| J. Gerlach      | 26            | 4             | 8             | 0             | 3                 | 0                 | 0                 | 0                 | 29       | 4      | 8           | 0          |
| B. Gunnlaugsson | 13            | 3             | 3             | 0             | 0                 | 0                 | 0                 | 0                 | 13       | 3      | 3           | 0          |
| U. Hartenberger | 6             | 1             | 1             | 0             | 1                 | 0                 | 0                 | 0                 | 7        | 1      | 1           | 0          |
| F. Hayer        | 30            | 3             | 4             | 1             | 3                 | 1                 | 1                 | 0                 | 33       | 4      | 5           | 1          |
| N. Hofmann      | 32            | 3             | 3             | 0             | 2                 | 1                 | 0                 | 0                 | 34       | 4      | 3           | 0          |
| G. Karagiannis  | 1             | 1             | 0             | 0             | 0                 | 0                 | 0                 | 0                 | 1        | 1      | 0           | 0          |
| A. Kobylański   | 22            | 8             | 2             | 0             | 0                 | 0                 | 0                 | 0                 | 22       | 8      | 2           | 0          |
| M. Köpper       | 31            | 0             | 12            | 0             | 3                 | 0                 | 0                 | 0                 | 34       | 0      | 12          | 0          |
| M. Langner      | 21            | 0             | 1             | 0             | 0                 | 0                 | 0                 | 0                 | 21       | 0      | 1           | 0          |
| J. Luginger     | 30            | 1             | 8             | 0             | 3                 | 0                 | 1                 | 0                 | 33       | 1      | 9           | 0          |
| D. Mackert      | 0             | 0             | 0             | 0             | 0                 | 0                 | 0                 | 0                 | 0        | 0      | 0           | 0          |
| N. Nachtweih    | 9             | 0             | 1             | 0             | 2                 | 0                 | 0                 | 0                 | 11       | 0      | 1           | 0          |
| M. Reichel      | 26            | 7             | 12            | 1             | 3                 | 0                 | 0                 | 0                 | 29       | 7      | 12          | 1          |
| F. Scheuber     | 16            | 1             | 0             | 0             | 0                 | 0                 | 0                 | 0                 | 16       | 1      | 0           | 0          |
| M. Schnalke     | 12            | 0             | 2             | 0             | 2                 | 0                 | 0                 | 0                 | 14       | 0      | 2           | 0          |
| Z. Shpuza       | 0             | 0             | 0             | 0             | 0                 | 0                 | 0                 | 0                 | 0        | 0      | 0           | 0          |
| A. Wagenhaus    | 20            | 0             | 5             | 0             | 0                 | 0                 | 0                 | 0                 | 20       | 0      | 5           | 0          |
| M. Zeyer        | 29            | 2             | 3             | 0             | 3                 | 0                 | 1                 | 0                 | 32       | 2      | 4           | 0          |